# Свиблово (усадьба)
Уса́дьба «Сви́блово» — бывшая дворянская усадьба, расположенная в одноимённом районе на северо-востоке Москвы, близ Останкино на высоком берегу Яузы.

## История
Село Свиблово впервые упоминается во второй духовной грамоте великого князя Василия I Дмитриевича (около июня 1417 года) как «сельце Федоровьское Свиблово на Яузе»: оно было вотчиной сподвижника Дмитрия Донского — боярина Фёдора Свибло. О других владельцах села в XV—XVI веках практически ничего не известно.
В 1620 году хозяином этой земли стал воевода Лев Плещеев и до конца XVII века село принадлежало роду Плещеевых. В 1623 году на месте старой Троицкой церкви его сын Андрей строит новый храм. В 1692 году владельцем Свиблово стала внучка Льва Плещеева Мария Плещеева, опекуном которой был Кирилл Нарышкин к которому село и перешло после её смерти в 1704 году. По его приказу была вновь перестроена Троицкая церковь, а также построены солодовый завод и дом «петровского барокко». После Полтавской битвы Нарышкин разместил в усадьбе «всяких мастеровых людей» из пленных шведов. Существует мнение, что именно они строили здания усадьбы, а также один из колоколов Троицкой церкви является трофейным шведским колоколом.
В 1721 году Свиблово было возвращено роду Плещеевых в результате решения суда. Недовольный таким поворотом событий Нарышкин вывозит из усадьбы все, вплоть до дверных ручек. В 1723 году герцог Карл-Фридрих Гольштейн берет Свибловскую усадьбу в аренду у новых владельцев. В 1745 году хозяйка усадьбы Мария Плещеева выходит замуж за генерал-майора Петра Голицына, таким образом усадьба ненадолго переходит роду Голицыных, потому что уже после смерти мужа Мария Плещеева продает усадьбу с прилегающей территорией флигель-адъютанту Екатерины II Николаю Высоцкому, который превращает её в уютный барский дом на берегу пруда. При нём был возведен флигель для гостей, сохранившийся до настоящего времени. При Высоцких в Свиблове был основан дачный посёлок, одну из дач в котором в 1801—1803 годах снимал Николай Карамзин с молодой женой Елизаветой Протасовой. Именно там он начал свой монументальный труд История государства Российского.
В 1821 году имение приобретает купец Иван Кожевников, при котором главный дом усадьбы принимает нынешний вид — классический особняк с колоннадой и мезонином. Однако Кожевникова как купца больше интересовало практическое использование земли. В 1822 году он строит огромную суконную фабрику — крупный промышленный ансамбль эпохи русского классицизма по проекту архитектора Тимофея Простакова, а также застраивает территорию корпусами для рабочих и устанавливает пожарную каланчу. Усадьбу в то время посещали такие высокие гости как Александр I и Мария Федоровна. К их приезду украшали парк: дороги выстилали алым сукном, а рабочие переодевались в красные рубахи. Вскоре Кожевников настолько увлекся приемами, музыкальными вечерами, театральными постановками и прочим, что практически перестал следить за своими финансами, что привело его к банкротству.
После разорения Кожевникова хозяевами усадьбы становится род купцов Халатовых, первым из которых был Бакши Халатов — тифлисский купец 2 гильдии. В конце XIX века владение принадлежало московскому домовладельцу армянину Аршаку Бакшиевичу (Александру Борисовичу) Халатову (1847—?), крупному торговцу шёлком и другими восточными товарами:339, затем перешло в собственность к горному инженеру Георгию Бахтияровичу Халатову, который и остается её владельцем до Октябрьской революции. По другим данным, в 1914 году усадьбой владела семья Ованесьянц.
После революции Свиблово приходит в упадок. Усадьба стояла заброшенной, во флигелях велись ремесленные работы. В главном доме сначала был размещен Революционный комитет местного поселения, а позднее там были созданы коммунальные квартиры для военнослужащих, которые просуществовали там до 1980-х годов. В 1938 году был закрыт и частично разрушен Троицкий храм. Территория усадьбы использовалась для свалки строительного мусора. В 1980 году территорию занимал спецучасток механизации СМУ-42 треста «Центросантехмонтаж». В 1994 году после уничтожившего головной дом пожара усадьба и четыре исторических здания усадебного комплекса были переданы РПЦ, которая восстановила Троицкий Храм. В 1995 году в Троицком храме возобновились церковные службы, а в одном из зданий усадьбы открылась общеобразовательная православная школа имени преподобного Сергия Радонежского.

## Сохранённые строения
Согласно исследованиям, проведённым при реставрации территории Свиблово, было установлено, что от усадьбы Нарышкина начала XVIII века до настоящего времени сохранились церковь Троицы, первый этаж палат в составе главного дома и остатки неизвестной постройки в составе подвала людского флигеля. Из них только здание Троицкой церкви, сохраняет традиции московского барокко в сочетании с ордерными приёмами петровского времени: крестообразный план храма, декоративные детали наличников окон и портиков стилистически относятся к XVII веку, тогда как в завершающих частях прослеживаются элементы новой архитектуры. Палаты Нарышкина, построенные вскоре после церкви между 1709-14 гг следуют уже архитектуре петровского барокко. К этому же времени относится парапет с фигурными балясинами, венчающий четверик храма устроенный позже, взамен первоначальных гребней московского барокко. Этот парапет перекликался с аналогичным, венчавшим палаты Нарышкина.
Внешний вид усадьбы постоянно менялся: в 1780-е годы палаты Нарышкина были перестроены на средства Высоцкого в существующий деревянно-каменный господский дом в стиле русского классицизма; в 1820-х при Кожевникове был надстроен ампирный мезонин и возведены парные флигели, позднее утраченные и воссозданные в 1980-х годах из кирпича. Первоначальный фасад первого этажа палат Нарышкина раскрыт на восточном фасаде господского дома при реставрации. Людской флигель имеет несколько строительных периодов, самый ранний из которых относится ко времени Нарышкина.